# Palazzo Conti (Faenza)
Der Palazzo Conti Sinibaldi ist ein Palast aus dem 18. Jahrhundert in  Faenza in der italienischen Region Emilia-Romagna. Er liegt am Corso Mazzini 47.

## Geschichte und Beschreibung
Der Palazzo Conti wurde von um 1786 von Giuseppe Pistocchi projektiert. Der Eigentümer, Francesco Conti, wollte eine „strenge“ Fassade im Stil der Neurenaissance. Im Innenhof beeindruckt das imposante Tor aus Gusseisen, das 1902 errichtet wurde, also lange Zeit nach dem Bau des ursprünglichen Gebäudes.
Vom Atrium gelangt man zur Treppe, die ebenfalls von Pistocchi realisiert wurde und zu den klassizistischen Wohnräumen im ersten Obergeschoss führt, deren Zimmer von Felice Giani dekoriert wurden. Weitere Zimmer in diesem Stockwerk sind – so vermutet man – wurden in den 1830er-Jahren ausgeschmückt.
Die Galerie, die leider bei den Bombardements im letzten Krieg beschädigt wurde, zeigt dekorative Arbeiten, die auf 1787 datiert werden, als Giani autonom arbeitete.
Besagter Conti kaufte nach 1782, als er in Besitz eines Erbes gekommen war, ein benachbartes Gebäude, in dem es zwei weitere Säle gibt, deren Dekorationen aus der Zeit wenige Jahre nach dem Kauf durch Conti stammen, aus dem Jahr 1801. Am Palazzo Conti wurden Anfang des 20. Jahrhunderts unter Leitung des Architekten Pietro Tomba zahlreiche Anpassungsarbeiten durchgeführt. Seine Eingriffe mussten sich auf einen internen Umbau und einen Umbau der Fassade beschränken, vielleicht, weil nicht mehr Geld investiert werden sollte.
Die unregelmäßigen Fenster scheinen denen in den Plänen zu entsprechen und den formalen Lösungen, die auch für andere Neurenaissance-Projekten typisch sind, die ‚‘Pistocchi‘‘ in dieser Zeit ausführte. Dies lässt daran denken, dass die Unregelmäßigkeit der Fenster an der Hauptfassade nicht den Anfang des 20. Jahrhunderts begonnenen Umbaumaßnahmen geschuldet ist. Zweifellos ein Werk Pistocchis ist dagegen die Treppe, die durch eine elegante Kolonnade zusammengesetzter Ordnung gekennzeichnet ist.
Der Raum nutzt gekonnt das Licht, das aus dem Innenhof kommt, sodass die Zimmer weniger geschlossen und düster erscheinen und die Wände, die mit raffinierten und freien Zitaten aus der klassischen Welt dekoriert sind, belichtet sind. Sie eifern der Antike nach, ohne von den Kanons der Renaissance beeinflusst zu sein. Wenn die Arbeiten von Pistocchi auf die Zeit um 1786 datiert wurden, so müssen die ersten Ausschmückungsarbeiten unmittelbar danach stattgefunden haben.
Tatsächlich hat es etwas mehr als einen Monat gedauert, bis der junge Dekorateur, der erst „ein gewisser Herr Giani aus Pavia“ genannt wurde, Beifall und Bewunderung erhielt und in Kontakt mit den prominentesten Persönlichkeiten von Faenza kam, darunter den genannten Francesco Conti und die Familie Laderchi. Giani schloss die Ausschmückung des kleinen Saals und der beiden angrenzenden Säle 1802 ab; die Decke des letzten von ihnen wurde während des letzten Krieges zerstört, genau nach dem Kauf durch Francesco Conti. Die Eingriffe vom Anfang des 20. Jahrhunderts konnten uns keinen Teil des durch die Bombardierungen zerstörten Gewölbes zurückbringen.
Koordinaten: 44° 17′ 12″ N, 11° 52′ 52,5″ O